# Novoselivka, Orjîțea
Novoselivka (în ucraineană Новоселівка) este un sat în comuna Voronînți din raionul Orjîțea, regiunea Poltava, Ucraina.

## Demografie
Componența lingvistică a localității Novoselivka
     Ucraineană (97,67%)
     Rusă (2,33%)
Conform recensământului din 2001, majoritatea populației localității Novoselivka era vorbitoare de ucraineană (97,67%), existând în minoritate și vorbitori de rusă (2,33%).